# 海鳴り忍法帖
『海鳴り忍法帖』（うみなりにんぽうちょう）は、山田風太郎の時代小説。1971年に発表された忍法帖シリーズの一作。シリーズ第25長編。

## 概要
剣より強い忍法を科学の力で打ち倒すという異色のテーマ。冒頭から剣士は忍者に蹂躙され全く相手にならないが、そのような超絶忍法も鉄砲にはかなわない。
1540年代には種子島に鉄砲が伝来し、日本国内でも実戦で使われていたとされる。そのような火縄式鉄砲の時代において、主人公は火打石式鉄砲、銃剣、連発銃、花火（照明弾）、棒火矢（ロケット砲）、手榴弾、地雷、大砲などを発明して戦争に投入する。
忍法帖シリーズの中でも敵忍者の数が最多。主人公は一人、敵の根来忍法僧は三万人である。近代兵器の力は、忍法僧のプライドを無慈悲に蹂躙する。前作『根来忍法帖（妖の忍法帖）』で正義サイドだった根来忍者は悪役となっている。
そして作中最大の怪物はカタリナ昼顔。兵器よりも恐ろしいものは女、というテーマになっている。

## あらすじ
この時代の堺は東洋の自由都市、鉄砲と弾薬の最大の供給地でもある。
永禄8年（1565年）将軍足利義輝の御前試合にて、剣聖上泉伊勢守の弟子たちが、魔術を扱う根来忍者にいともたやすく敗れ去る。これを見た国友村の若き鍛冶職人・ミカエル厨子丸は、もはや剣の時代でないことを知る。
松永弾正の命で、一万二千の根来僧兵が将軍足利義輝邸を襲撃。将軍を殺して（永禄の変）、御台である夕子の方、愛妾昼顔御前を奪おうとする。呂宋助左衛門と曾呂利伴内は夕子の方を救出し堺に匿う。厨子丸の恋人鶯は、夕子の方と間違って捕らえられ惨殺されてしまう。
厨子丸は復讐を誓い、自ら開発した兵器の力で、松永弾正と三万の根来僧と戦う。だが籠城の堺は、昼顔の方によって内部崩壊してゆく。

## 登場人物

### 国友衆（鍛冶職人）
- ミカエル厨子丸（ミカエル ずしまる） - 主人公。足利公方に仕える美青年。鉄砲や重火器などの扱いや製造に長けている。
- 国友善兵衛（くにとも ぜんべえ） - 近江国友村の刀鍛冶。ミカエル厨子丸の父。

### 主要人物
- 足利義輝 - 室町幕府13代将軍。「公方さま」と呼ばれる。剣豪将軍として名高い。
- マルタ鵯（マルタ ひよどり） - 足利公方に仕える雑仕娘。20歳位。活発な性格。厨子丸を愛している。
- 鶯（うぐいす） - カタリナ昼顔に仕える娘。厨子丸の恋人。夕子の方の身代わりとして弾正に捕まり、根来僧たちに輪姦され殺される。
- 夕子の方（ゆうこのかた） - 足利公方の御台。｢月光のような正夫人」と称される。公方邸襲撃で死んだとされるが、堺に匿われる。
- カタリナ昼顔（カタリナ ひるがお） - 足利公方の愛妾。「日光のようなご愛妾」と称される妖姫。厨子丸を愛しており、鶯に夕子の方を重ねて憎んでいる。公方邸襲撃の際、松永弾正に略奪され寵姫となる。さらに堺の色街でかつての大傾城「地獄太夫」と同じ名で呼ばれる遊女となり、堺を内部崩壊させてゆく。
- 呂宋助左衛門 - 堺の富豪・納屋衆の一人だが、見た目は町人というより「海の匂いのする野武士」。フロイスとは懇意。櫂を削った棒を武器に使う。夕子の方を匿い、慕うようになる。
- 曾呂利伴内 - 助左衛門の付き人。鞘作りの名人。落語の始祖で道化役。友人に木下藤吉郎がいる。
- ルイス・フロイス - ポルトガルの宣教師。「ぱあでれ」または「伴天連」と呼ばれる。『日本史』を執筆。

### 根来忍法僧
- 松永久秀 - 阿波と畿内の大大名・三好家の家老。商人上がりの武将で、根来僧を用いて堺の町獲得を狙う。56歳位。
- 油坂坊（あぶらざかぼう） - 根来忍者。瓢箪から液体をあおり、火の息を吐く。
- 多聞坊（たもんぼう） - 同じく根来忍者
- 阿含坊（あごんぼう） - 同上。
- 十輪坊（じゅうりんぼう） - 同上。根来西塔に属す。
- 騎西坊（きさいぼう） - 同上。根来北塔に属す。
- 牛頭坊（ごずぼう） - 喉や胸に短銃の弾を受けても怪我もせず死なない。
- 当麻坊（たいまぼう） - 髪の毛を編んだ紐を武器とする。
- 鳴輪坊（なりわぼう） - 鎌を武器とする。
- 葛間坊（かつらまぼう） - 鎖を武器とする。
- 猿丸坊（さるまるぼう） - 大唐傘を回し空に投げ、傘の上に乗り空中飛行をする。
- 斑鳩坊（いかるがぼう） - わらじの下に鞠をつけ、毬の回転で地上を走り滑る。
- 板曳坊（いたびきぼう） - 強靭な肉体を持ち、刀や銃弾もはね返す。
- 百首坊（ももくびぼう） - 革鞭を武器とする。
- 波切坊（なきりぼう） - 相手の影を斬ると、本体も斬られる。
- 穴川坊（あなかわぼう - 鳥黐で人間や馬も動けなくする[3]。
- 蓮華坊（れんげぼう） - 蓮の葉を投げ相手の顔に貼り付け、窒息死させる[4]。
- 雲取坊（くもとりぼう） - 息を吸うとかまいたちの真空を作り、相手を倒す。
- 烏帽子坊（えぼしぼう） - 竹筒の中に身を隠す。
- 梵梁坊（ぼんりょうぼう） - 体がひらべったくなり、一枚の皮のようになる。
- 西岳坊（さいがくぼう） - 掌の分泌物によって触れるものが鏡のようになる[5]。
- 霜寒坊（そうかんぼう） - 磁力を持つ鉄杖の使い手[6]。
- 赤麟坊（せきりんぼう） - 垂直な壁でも水平に、横になった状態で立つ[7]。
- 印空坊（いんくうぼう） - 敵の鼓膜や三半規管を破戒して平衡機能を狂わせる。

## 書誌情報
- 海鳴り忍法帖（角川文庫 1979年）
- 海鳴り忍法帖（講談社ノベルズ・スペシャル 1996年）